# Ibrohim Nuriddinov
Ibrohim Nuriddinov (ur. 13 stycznia 1991) – uzbecki zapaśnik walczący w stylu wolnym. Zdobył brązowy medal na mistrzostwach Azji w 2014 roku.